# Alkino-2
Alkino-2 (russisch Алкино-2, baschkirisch 2-се Алкин) ist ein Dorf (selo) in Baschkortostan (Russland) mit 4996 Einwohnern. (Stand 14. Oktober 2010) Es ist Verwaltungszentrum des Lesnoi selsowet.

## Geographie
Der Ort liegt im Tschischminski rajon, 24 Kilometer und 24 Straßenkilometer vom Verwaltungssitz des Rajons, Tschischmy, entfernt. Der nächstgelegene Ort ist das wesentlich kleinere Alkino (Alkino-1). Die nächste Bahnstation in Alkino ist 3 Kilometer entfernt. Der Ort liegt am Fluss Usa, der in die Djoma mündet.

## Geschichte
Alkino-2 wurde 1933 als Garnisonsstadt des Baschkirischen Territorialen Leichtwaffenregiments gegründet. Von 1990 bis 2005 war das Dorf eine Siedlung städtischen Typs.

### Bevölkerungsentwicklung
| Jahr | Einwohner |
| ---- | --------- |
| 2002 | 5020      |
| 2009 | 4048      |
| 2010 | 4996      |
| 2020 | 3648      |